# 1371

## Събития
- Битка при Черномен. Обединените сили на българи, сърби и гърци, водени от братята крал Вълкашин и деспот Углеша са разгромени от османците. Това е съдбоносна загуба за балканските народи, която открива пътя за османското нашествие към вътрешността на полуострова.
- Унищожено е Душановото царство след смъртта на цар Стефан Урош V.
- На търновския трон се възкачва Иван Шишман

## Родени
- Василий I, велик княз на Московското княжество
- Джън Хъ, китайски мореплавател

## Починали
- Иван Александър, български цар (1331 – 1371)
- Симеон Синиша, сръбски княз
- 17 септември – Вълкашин Мърнявчевич, крал на Прилеп
- 17 септември – Иван Углеша Мърнявчевич, деспот на Сяр
- 4 декември – Стефан Урош V